# Konzentrationslager Giado
Das KZ Giado (auch KZ Jado genannt) war ein italienisches Konzentrationslager bei der Stadt Jadu südlich von Tripolis in Italienisch-Libyen, das in den Jahren 1942 und 1943 hauptsächlich zur Internierung libyscher Juden diente.

## Hintergrund
Die Italienischen Rassengesetze dienten seit 1938 zur Diskriminierung von Juden. In Italienisch-Libyen wurden sie weniger streng angewendet, da der dortige italienische Gouverneur Italo Balbo den wirtschaftlichen Beitrag der Juden in der Kolonie nicht gefährden wollte. Diese Politik setzte sich auch nach dessen Tod 1940 noch fort. Auch von deutscher Seite wurden die Vorteile gesehen, die man aus einer pragmatischen wirtschaftlichen Zusammenarbeit mit der jüdischen Bevölkerung ziehen konnte.
Nach dem für Italien und Deutschland erfolglosen Afrikafeldzug, bei dem die Kyrenaika mit der Hafenstadt Bengasi mehrmals umkämpft war und die britischen Truppen von örtlichen Juden als Befreier gefeiert wurden, betrachteten einige Italiener die Juden als Kollaborateure und Sicherheitsrisiko. Sie sollten daher im Rahmen des Sfollamento deportiert werden, wobei man zuerst die Juden mit ausländischen Pässen in Lager verbrachte. Ab Januar 1942 wurden dann die libyschen Juden aus der Kyrenaika hauptsächlich in das berüchtigte Lager Giado nahe der tunesischen Grenze deportiert.

## Lager

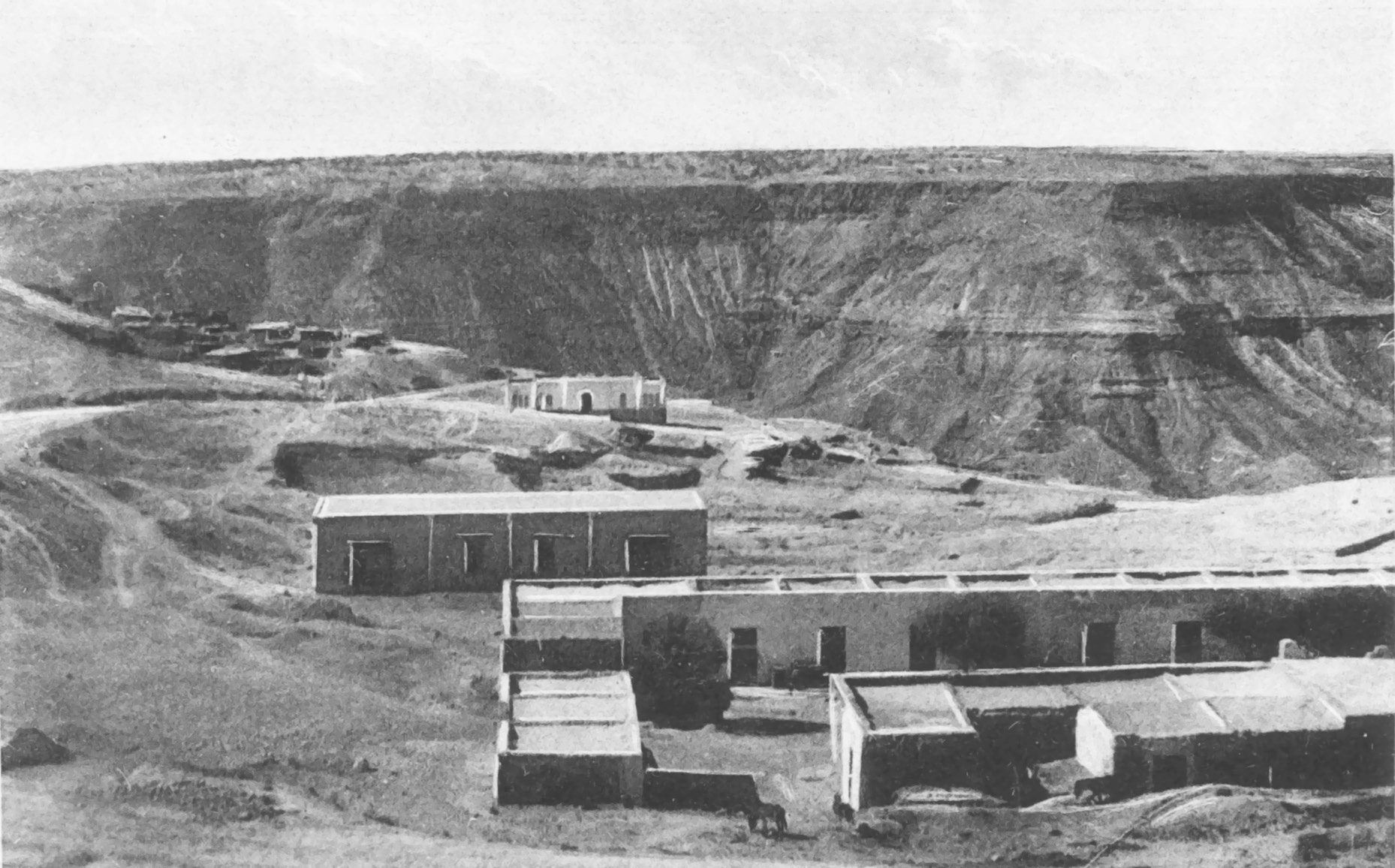
Das Konzentrationslager Giado kurz nach seiner Inbetriebnahme (1942–1943).

Ab Januar 1942 wurden Juden per Lastwagen ins Konzentrationslager Giado, eine ehemalige Kaserne, gebracht. Viele starben bereits auf der tagelangen Fahrt an Hitze und Durst. Bis Juni 1942 waren 2.537 libysche und 47 italienische Juden aus der Kyrenaika in Giado angekommen. Weitere 380 Juden folgten später. Die Lebensbedingungen und Ernährung in dem Lager waren sehr schlecht und die männlichen Häftlinge mussten Zwangsarbeit verrichten. 562 Menschen starben an Seuchen, physischer Erschöpfung und Unterernährung, aber auch an Misshandlungen durch die italienischen Wachen. Die Lagerkommandanten waren Italiener; das Wachpersonal bestand aus italienischen und arabischen Polizisten.
Kurz nach der Niederlage von El Alamein kam der Befehl, vor Räumung des Lagers alle Insassen umzubringen. Die gesunden Gefangenen hatten sich auf dem Appellplatz vor Maschinengewehren aufzustellen, die Kranken sollten in den Baracken verbrannt werden. Nach stundenlangem Warten auf die Bestätigung des Befehls kam jedoch ein Gegenbefehl.
Am 24. Januar 1943 wurde das Lager von den Briten befreit und die Gefangenen versorgt und betreut. Durch Finanzmittel des American Jewish Joint Distribution Committee wurde die Rückführung der Überlebenden in deren Heimat beschleunigt und den Briten die finanzielle Last abgenommen.

### Anglo-libysche Juden
Etwa 500 überwiegend aus Gibraltar nach Libyen emigrierte Juden mit britischer Staatsbürgerschaft, die im KZ Giado inhaftiert waren, wurden während des Bestehens des Lagers nach Italien deportiert. Die von der faschistischen Regierung als feindliche Ausländer und von den Nationalsozialisten als „Austauschware“ betrachteten Deportierten wurden zunächst an verschiedenen Orten in Italien interniert. Nach der deutschen Besetzung Italiens im September 1943 wurden sie von ihren Internierungsorten in Italien über das Durchgangslager Fossoli in das KZ Bergen-Belsen deportiert, ein kleinerer Teil landete im Lager Reichenau bei Innsbruck. Einige Deportierte aus Bergen-Belsen wurden schließlich in das KZ Auschwitz gebracht und dort ermordet. Eine kleinere Gruppe wurde 1944 in das Lager Lindele bei Biberach an der Riß verlegt und im Austausch gegen deutsche Kriegsgefangene freigelassen, während eine andere kleinere Gruppe im Lager Vittel in Frankreich endete und dort von den Alliierten befreit wurde.

## Rezeption
Der italienischen Faschismusforschung der Nachkriegszeit wird eine eher verharmlosende Forschungsposition vorgeworfen, die durch die Forschung des Journalisten Eric Salerno revidiert wird.